# Андрей Рябушкин
Андрей Петрович Ря̀бушкин е руски художник, автор на произведения от различни жанрове – илюстрации, графики, икони, религиозни картини, декоративни пана и живописни работи.
Той е главно исторически живописец, а основната му тема са Москва и московският бит от XVII век. Създава картини, в които в поетична форма и със свойственото му природно чувство за декорация представя бита на Древна Русия.

## Детство
Андрей Рябушкин е роден на 17 октомври 1861 година в село Станичная Слобода, Тамбовска губерния, в селско семейство. Баща му Петър Василиевич и по-големият му брат Фьодор са иконописци и в детството си той често им помага. На 14-годишна възраст момчето осиротява и остава с по-големия си брат.
Способностите му на художник са забелязани от госта им Андрей Преображенски, студент по живопис в Москва. Той увещава брат му и през 1875 година завежда Андрей в Москва, където го записва в Московското училище по живопис, скулптура и архитектура. Оттук нататък, до края на живота му, Преображенски многократно му помага. В училището учи при художниците Василий Перов, Иларион Прянишников и Евграф Сорокин. Първите му произведения, рисувани в училището, са „Нападението на пиратите“ (1881), „Великденски Заговезни“ (1881), „Лятна вечер на село“ (1881) и други. Те свидетелстват за интереса на младия художник към темите, свързани с живота в руското село.
През 1880 година рисува малък ескиз „Селска сватба в Тамбовска губерния“, закупена от Павел Третяков. Този пръв успех го окриля и скоро Андрей решава да не завършва училището, а да постъпи в Художествената академия в Санкт Петербург. Още повече любимият му учител Перов е починал и нищо вече не го задържа в Москва. Така изкуството му се превръща в перфектно съчетание между московската и петербургската школа. То обединява пристрастието на художника към битовия жанр, импресионистичната свобода на четката и балансирането на цветове и линии.

## Студентски години
През 1882 година се записва в Петербургската художествена академия и остава там до завършването си, като взема участие във всички полагащи му се конкурси. Голяма роля в сериозната му професионална подготовка изиграва Павел Чистяков, един от най-известните художници-преподаватели в Русия. Живописният етюд на Андрей „Наивник“ е един от най-добрите образци, създадени в академията. В наши дни той се намира в Научноизследователския музей на Художествената академия.
В тези години Рябушкин работи усилено над изпълнението на академичните програми по сюжети от библейски теми, антична митология и римска история. Въпреки това той остава чужд на академичната рутина, но възприема темите и елементите на художественото майсторство, които може да му даде академията. Работи над картините си по свой начин, без да принуждава моделите да позират в продължение на часове. Вместо това прави бързи моливни скици и довършва картината по памет.
Едновременно с това Рябушкин се увлича от създаване на илюстрации за популярните по това време списания „Всемирна илюстрация“ и „Нива“ и „Исторически вестник“, които помагат и в издръжката му. Предлага рисунки с изображения на типичния руски бит от онова време. Това са сцени от живота на обикновените хора, пейзажи, архитектурни паметници, а след това и исторически илюстрации.
През 1889 година за курсовата си работа „Ангел извежда апостол Павел от тъмницата“ получава малък златен медал, който му открива възможността да работи над конкурсна картина за голям златен медал. На следващата година започва работа над конкурсната картина „Голгота“ или „Снемане от кръста“, за която рисува около 50 подготвителни ескиза. При създаването на окончателното си платно обаче, той дръзко нарушава правилата, като не ползва старите си ескизи, одобрени от преподавателите, а рисува всичко отново. Като резултат Рябушкин е лишен от големия златен медал при завършването си. Разстроеният художник вече се канел да нареже огромното платно (129 cm) на части, които да използва за други свои работи, когато Павел Третяков откупува картината, по препоръка на Репин. Президентът на академията решава да компенсира наказанието, като му предоставя от свои лични средства сума, каквато се полага на златен медалист, за двугодишно пребиваване зад граница.
След завършване на академията Рябушкин се отказва от предложеното му пътешествие извън Русия. За сметка на това много обикаля страната, като посещава старинни руски градове – Новгород, Углич, Ярославъл, Ростов, Псков, Киев, Тула, Рязан, Кострома, Нижни Новгород, Подмосковието, плува по Волга, посещава езерото Селигер. В тях изучава местните старини, копира фрески, рисува орнаменти и етюди на тема средновековна архитектура. По-късно част от тези етюди намират място в живописните му творби. В музеите изучава старинни платове, битови предмети, костюми и оръжия. С увлечение чете литература по история на Русия, летописи и народни сказания.
Тъй като остава необвързан и без семейство, той приема поканата на приятеля си И. Ф. Тюменев и се заселва в имението му край Петербург, недалеко от Любан. Тук, в специално построена за него малка къща с ателие, продължава самостоятелното си творчество. През 1901 година се мести в имението Дидвино, принадлежащо на неговия близък приятел В. В. Беляев. Там живее съвсем скромно в малко ателие, построено по негови скици и рисунки.

## Творчество
- През 1891 година рисува два варианта на картината „Новобрачни очакват короната в Новгородска губерния“. Изобразява не самото събитие, а неговото очакване. В църквата се извършва някакъв обред, а младите трябва да го изчакат, но не се отегчават, а го наблюдават с любопитство. По принцип, също и в по-съвременните си картини, Рябушкин се стреми да предаде не самото събитие, а атмосферата около него.[5]

- През 1892 година създава историческата композиция „Потешные Петра I в кружале“, в която изобразява войници от полковете на Петър I и стрелци в кръчмата.[2] Художникът се обръща към важен момент от епохата – стълкновението между старата войска и новите во̀йни на императора. Но в картината на Рябушкин конфликтът придобива мирен характер. Драматичните и пълни с напрежение ситуации никога не са го привличали.[3]

Живописта на тези две платна е все още в тъмни краски и напомнят творбите на передвижниците. Но се появява нещо ново – липса на някакво разгърнато действие или драматични стълкновения. Тези две произведения са единствените, приети на изложба на передвижниците.
- Следващата картина „Заседание на цар Михаил Фьодорович с болярите в стаята на суверена“ от 1893 година е изпълнена в ярки тонове и передвижниците отказват да я включат в изложбата си. Тя е твърде необичайна – всяко действие се заключава в „бездействие“, в „уж обмисляне“ на държавните дела. Художникът предава с тънка ирония важността, която си придават болярите и скуката, която изпитват, обсъждайки проблемите в държавата с равнодушни и безучастни лица.[3] Рябушкин обаче изобразява жизнерадостно разрисуваните стени и таван, богатите дрехи, обсипани с брокат, кахлената печка, интересния полилей, украсения с инкрустации от скъпоценни камъни трон.[2] В тази картина художникът за първи път достига до съвсем своеобразен подбор на колорита.[3]

- При създаването на голямото платно „Московска улица през 17 век в празничен ден“ от 1896 година, Рябушкин си поставя доста по-сложна цел. Произведението се получава живо, правдиво и с напълно реални сцени. Не фигурите обаче правят тази картина достоверна. Много по-силно въздейства душевното състояние на жената в червено, централна фигура в картината. Тя броди по непроходимите кални улици на Москва, покрай старинните ниски дървени и каменни сгради, внимателно държаща в ръката си свещ. Мислите ѝ са далеч, на лицето ѝ играе блуждаеща усмивка. Усещането за тихо спокойствие, в което се намира жената, придава пълнота и особен характер на картината.[5] Тя се доближава до противопоставянето на нищетата на едни и бездушния егоизъм на други при передвижниците.[2] Рябушкин често избира теми, свързани с празнични моменти от живота и изобразява момента, в който човек оставя работата, за да се отдаде на по-хубави и възвишени мисли.[5]

Творчеството на Рябушкин е свързано главно с историческия бит в Русия, като рисува не историческите събития, а случки от ежедневието на хората. Повишеният интерес към епохата на 17 век довежда Рябушкин до решението да направи серия исторически картини, портрети на различни типове хора, представящи различни слоеве от обществото.
- Успява обаче да създаде само картината „Семейство на търговец от 17 век“ (1896). На нея също е изобразен тържествен момент от живота. Фигурите са застинали, едновременно с това в тях има нещо комично, напомнящо на провинциалните фотографии от края на 19 век. Персонажите откровено и простодушно позират. Художникът ги представя без да ги идеализира, а по-скоро създава шарж. При своята поява платното предизвиква ожесточени спорове заради застиналия начин, по който са изобразени хората.[5] Обвиняват го в примитивизъм и желание да шокира зрителя.[7] Той самият не остава удовлетворен и преработва картината, оживявайки фигурите и правейки образите на момичетата по-живи и миловидни.[3]

Тези три картини са наградени с почетни дипломи на Световното изложение в Париж през 1900 година. Рябушкин получава голяма известност, ценят го както Иля Репин и Василий Поленов, така и „мирискусниците“ (членовете на обединението „Мир искусства“), на изложбите на които понякога показва свои работи. По-късно се включва в обединението „36 художника“.
- Рябушкин е един от първите, които започват да възприемат историята през призмата на 17 век. Една от неговите най-добри картини е „Руски жени от 17 век в църквата“ от 1899 година.[5] В нея има необикновено красива комбинация от ярки и шарени тъкани – сини, жълти, различни оттенъци на червеното. Златистите коси, венците, брокатените шапки са съпоставени със стените на църквата в охра, зелено и синьо и цветните стъкла на прозорците.[2] За да бъдат детайлите достоверни, той много внимателно изучава носиите и църковния утвар от тази епоха. Това обаче не прави маниера му на рисуване сух или протоколен, тъй като не копира буквално древните орнаменти и старинните фрески, а прави свободни вариации върху тях. Цветовата гама и декоративните елементи, които използва в картината са свързани с ярославските стенописи и църковната украса от тази епоха. В хармонията на цветовете и изразително построената композиция се забелязва самобитния маниер на художника.[5] Тънката и изящна живопис напомня скъпоценен емайл или старинна миниатюра.[3]

- В известната картина „Идват!“, или „Московските жители по време на пристигането на чуждестранни посланици в Москва през 17 век“ от 1901 художникът изобразява тълпата, залята от общо чувство на любопитство. На лицата са изписани очакване и страх, и в същото време – жажда за зрелища. Млад стрелец в жълта дреха задържа тълпата, но и неговият поглед е насочен в посоката, от която се очаква появата на посланиците.[5] Художникът използва вертикален формат, като в долния край на картината фигурите са срязани, което създава впечатлението за огромна тълпа.[4] В тази картина Рябушкин отново се проявява като майстор на композицията, която е едно от най-силните му качества.[5]

- Най-известна от късните работи на Рябушкин е картината „Сватбено пътуване в Москва“ от 1901 година. В нея отново оживява образът на древна Москва от 17 век. На заден план, подобно на приказно видение, се вижда колоритна сватбена процесия, придружена от охрана и конници. Наоколо са спрели минувачи, привикнали към такива зрелища.[2] Но цялото внимание на зрителя се приковава не към нея, а към фигурата на млада девойка на преден план, чието лице изразява печал и стремеж да се отдалечи максимално бързо от шумното празненство.[1] Картината впечатлява с резкия контраст между задния и предния план.[5]

- Истинското чувство към историята заляга в сърцевината на по-късните жанрови работи на художника. Тези произведения са сложни и нееднозначни. В едно от тях, наречено с името на шеговитата песен „Младеж се вмъква в хоровода“ (Втерся парень в хоровод), всъщност няма нищо хумористично. Напротив, то създава чувство на безпокойство, подсилено от фигурата на млад мъж, който с много сериозно изражение разкъсва обръча на танцуващите девойки. Момичетата го гледат не с усмивки, а със страх. Почти злобни изглеждат и лицата на тримата мъже и старицата, седящи на заден план. Битовата сцена отново е представена метафорично, като намек за нарушената хармония и посегателство над традиционните порядки. Прекрасният поетичен и нравствено чист свят на руското село все по-често показва друго лице, в което прозира злоба и закостенялост.[5]

- Такива са и героите в картината „Пиене на чай“ от 1903 година, последната крупна работа на Рябушкин. Хората, отдаващи дан на традиционния патриархален ритуал, повтарящ се ден след ден, са донякъде величествени, но в същото време и страшни.[5] Членовете на едно семейство са завинаги разделени един от друг от съперничество, завист, финансови интереси, егоизъм.[2]

- Сред последните работи на художника има една, която би могла да се нарече символична. Това е „Новгородска църква“, малък пейзаж, на който е изобразен гол хълм, брулен от ветровете, и издигащ се на него старинен храм. Паянтовата колиба, сякаш заровена в земята, даже не се издига над линията на хоризонта.[2]

- Последната маслена картина на Рябушкин е „Московска девойка от 17 век“, създадена през 1903 година. Тя напомня стенопис от италианския проторенесанс. Стройна девойка, в червено, гордо върви по московска улица, а под краката ѝ скърца февруарският сняг. Зимна виелица развява дългото ѝ до глезените палто и бузите ѝ порозовяват. На гърба ѝ пада дебела руса плитка, плътно усукана с червена панделка.[7]

- Последното произведение на Рябушкин е картината „Княз Ухтомски в битка с татарите на Волга през 1469 година“ (1904).[1]

Работите на Рябушкин оказват силно влияние върху творчеството на такива художници като Борис Кустодиев, Константин Юон, Александър Дейнека, както и на много други. В техните картини намира отражение празничната цветност и умението да се пресъздаде реалността на събитията от миналото, с невероятна автентичност и колорит, толкова характерни за Рябушкин.

## Последни години
В последните години от живота си Рябушкин се увлича от създаването на илюстрации към руските билини (народни епически песни), връщайки се към темата за селото. Към този период се отнасят картините „За вода“ (1898), „На село“ (1902) „На село по обед“ (1903) и други.
В последните години Рябушкин заболява тежко от туберкулоза. Лекарите го съветват да замине на лечение в Швейцария, накъдето потегля през 1903 година. Но пътуването се оказва безрезултатно и той се връща в Русия. Андрей Рябушкин умира на 27 април (10 май) 1904 година, само на 42 години, в имението Дидвино, близо до Петербург, където живее през последните си три години.